# Französische Verfassung (1946)
Die Verfassung der Französischen Republik vom 13. Oktober 1946 ist die Konstitution der Vierten Französischen Republik und galt mit zweimaliger Änderung bis zur Ausfertigung der aktuellen Verfassung am 4. Oktober 1958. Die Präambel hat auch heute noch Verfassungsrang.

## Geschichte
Nach der Befreiung Frankreichs von der deutschen Besetzung konstituierte sich relativ bald ein neues politisches System. Da aus der Résistance keine Massenpartei hervorging, entsprachen die Bewegungen im Wesentlichen den Parteien der dritten Republik. Aus den am 21. Oktober 1945 abgehaltenen Wahlen zur Verfassunggebenden Nationalversammlung ging die PCF mit 26 % vor dem MRP mit 24 % als Wahlsieger hervor, gefolgt von der SFIO mit 23 % der Stimmen. Diese Parteien bildeten auch die Provisorische Regierung unter Charles de Gaulle, die einige Industrien verstaatlichte (Banken, Kohlebergbau, Elektrizität, Air France) und eine Verfassung ausarbeitete, die hauptsächlich ein Konsens zwischen PCF und SFIO war. Sie definierte eine parlamentarische Republik, die wegen der sehr ungleichen Machtverteilung zwischen den zwei Kammern des Parlaments quasi ein Einkammersystem war. Nachdem diese Verfassung Gestalt annahm, trat de Gaulle zurück, da er seine Vorstellung von einem Präsidialsystem nicht durchsetzen konnte.
Eine Verfassunggebende Nationalversammlung wurde (für sieben Monate) am 21. Oktober 1945 gewählt; der Verfassungsentwurf wurde im Referendum am 5. Mai 1946 von 57 Prozent der Wähler abgelehnt.
Eine weitere Verfassunggebende Nationalversammlung wurde am 2. Juni 1946 gewählt. Einem Bündnis aus drei Parteien („Tripartisme“) gelang es, mit einem überarbeiteten Verfassungsentwurf die Zustimmung des Volkes zu gewinnen: Am 13. Oktober 1946 wurde die Verfassung von einer Wählermehrheit (53 Prozent) angenommen und trat an diesem Tag in Kraft.

## Inhalt

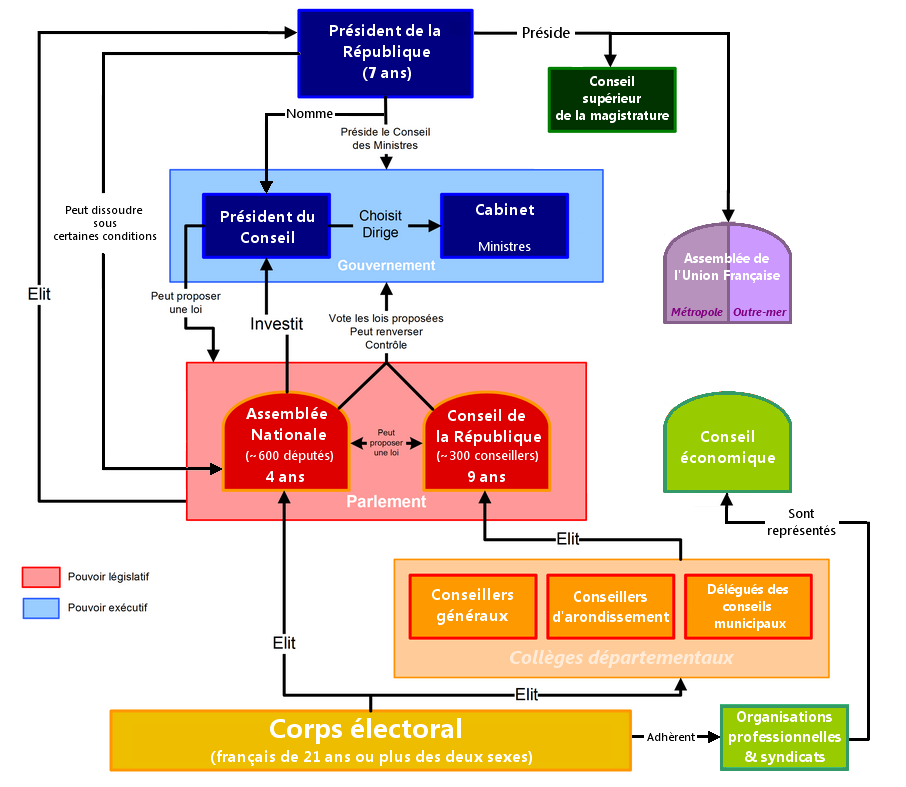
Organigramm der Verfassung

Die Verfassung besteht aus einer Präambel und zwölf Titeln.
In der Präambel werden die allgemeinen Staatsziele dargelegt. Es wird explizit die Erklärung der Menschen- und Bürgerrechte von 1789 bekräftigt und die allgemeine rechtliche Gleichstellung von Mann und Frau proklamiert. Das allgemeine Wahlrecht war erst nach dem Zweiten Weltkrieg eingeführt worden. Neben der Bestätigung verschiedener Rechte und Staatsgrundsätze ist besonders das Gebot hervorzuheben, dass „jedes Vermögen, jede Unternehmung, deren Bereich den Charakter einer öffentlichen nationalen Dienstes oder eines tatsächlichen Monopols hat oder erlangt, […] Eigentum der Gesamtheit werden“ muss.
Auf die Präambel folgen mit Von den Einrichtungen der Republik überschrieben die Verfassungstitel.

Titel I – Von der Souveränität beschreibt Frankreich als „eine unteilbare, weltliche, demokratische und soziale Republik“, legt seine Staatssymbole und Souveränitätsgrundsätze, sowie die Allgemeinheit der Wahl fest.
Titel II – Vom Parlament umfasst die Rechte und Grundsätze der beiden Parlamentskammern. Das Parlament besteht aus der Nationalversammlung und dem Rat der Republik. Die Gesetzgebungskompetenz und Etathoheit liegen allein bei der Nationalversammlung. Die Wahl des Präsidenten der Republik erfolgt durch das Plenum beider Kammern. Die weiteren Artikel regeln die Organisation des Parlamentes, seine Beziehungen zu anderen Staatsorganen und die Immunität der Abgeordneten.
Titel III – Vom Wirtschaftsrat besteht nur aus einem Artikel, der die Grundlagen des Wirtschaftsrates, eines Organs zur wirtschaftspolitischen Beratung und Wirtschaftsplanaufstellung, regelt. Im weiteren Text wird auf Gesetze zur Satzung des Rates verwiesen.
Titel IV – Von diplomatischen Verträgen regelt die Bedingungen, unter denen diplomatische Verträge Gesetzgültigkeit erlangen.
Titel V – Vom Präsidenten der Republik beschreibt die Stellung des Präsidenten im Staatssystem und zählt seine Aufgaben und Pflichten auf. Die Aufgaben des Präsidenten beschränken sich dabei im Wesentlichen auf Repräsentation des Staates. Der Präsident wird für sieben Jahre von beiden Kammern des Parlamentes gewählt und kann nicht wiedergewählt werden. Er kann nur für Hochverrat vom Hohen Gerichtshof auf Betreiben der Nationalversammlung zur Verantwortung gezogen werden.
Titel VI – Vom Ministerrat behandelt zuvorderst die Modalitäten der Ernennung und Entlassung des Ministerpräsidenten und seines Kabinetts. Die Regierung wird von der Nationalversammlung auf Vorschlag des Präsidenten der Republik mit absoluter Mehrheit gewählt und ist ihr nachfolgend gemeinschaftlich verantwortlich. Die Entziehung des Vertrauens durch die Nationalversammlung kann durch Stellung der Vertrauensfrage durch den Ministerpräsidenten oder durch ein Misstrauensvotum aus den Reihen der Nationalversammlung erfolgen, bedarf aber in jedem Fall einer absoluten Mehrheit. Des Weiteren regelt der Titel die allgemeinen Exekutivbefugnisse der Regierung.
Titel VII – Von der strafrechtlichen Verantwortlichkeit der Minister bekräftigt die Verfolgbarkeit der Minister für im Amte begangene Verbrechen und regelt die Modalitäten, in denen sie vor dem Hohen Gerichtshof zur Verantwortung gezogen werden können.
Titel VIII – Von der Französischen Union ist unterteilt in drei Abschnitte und regelt die Angelegenheiten der Französischen Union, insbesondere die Beziehungen zwischen dem Mutterland und den überseeischen Departements und Gebieten.
Titel IX – Vom Obersten Rat des Richterstandes umfasst zunächst die Regelungen über die Mitgliedschaft im Rat. Er besteht aus dem Präsidenten der Republik als Vorsitzendem und dem Justizminister kraft Amtes sowie sechs bzw. vier von der Nationalversammlung und von den Justizbeamten Frankreichs gewählten und zwei vom Präsidenten ernannten Mitgliedern sowie einer gleichen Anzahl an Stellvertretern. Außerdem beschreibt der Titel „die Disziplin der Justizbeamten, ihre Unabhängigkeit und die Verwaltung der Gerichtshöfe“  als dessen Aufgaben.
Titel X – Von den Gebietskörperschaften regelt die Stellung der subnationalen Körperschaften. Er definiert die Republik als „einheitlich und unteilbar“, garantiert aber die Selbstverwaltung der Gebietskörperschaften durch gewählte Räte.
Titel XI – Von der Revision der Verfassung regelt die Möglichkeiten einer Verfassungsrevision, schließt aber eine Revision im Falle einer teilweisen oder vollständigen Besetzung des Staatsgebietes aus. Außerdem enthält der Titel eine Art Ewigkeitsklausel: Artikel 95 bestimmt, dass „die republikanische Staatsform […] nicht Gegenstand eines Revisionsvorschlages sein“ darf.
Titel XII – Übergangsbestimmungen enthält im Wesentlichen Übergangsregelungen bis zur Amtsfähigkeit der Staatsorgane.